# 13-й федеральный избирательный округ Чьяпаса

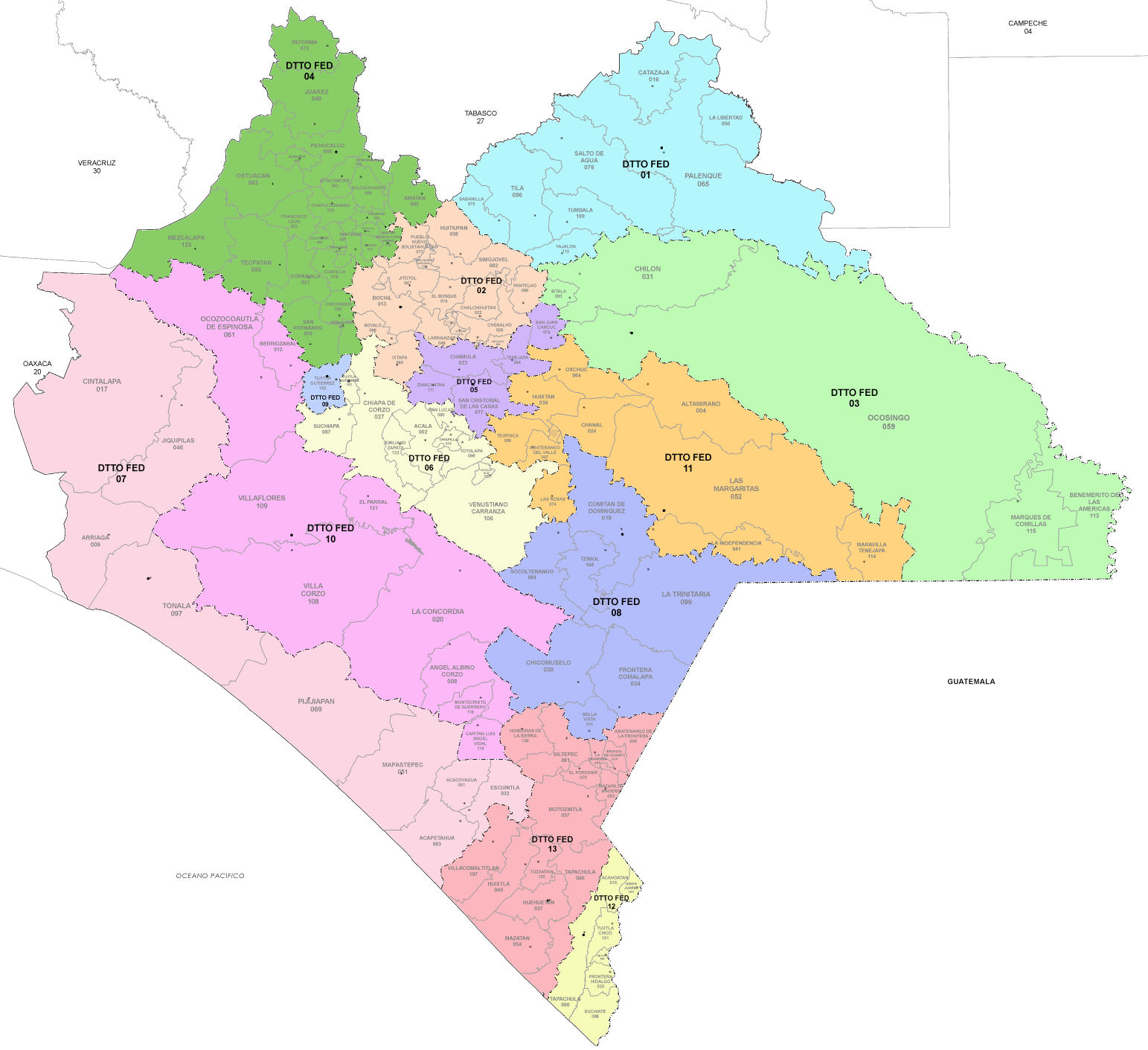
Карта федеральных избирательных округов штата Чьяпас. 13-й отмечен красным цветом

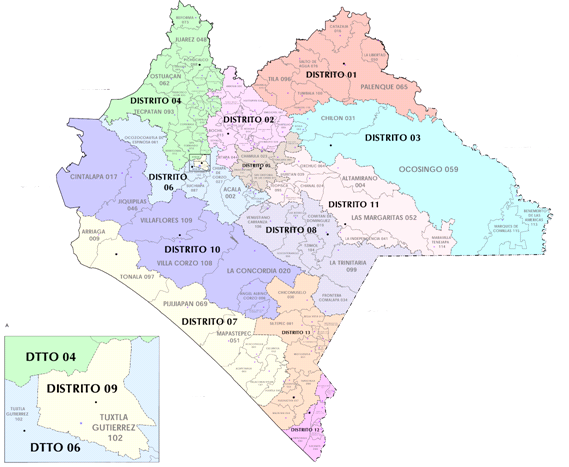
Карта федеральных избирательных округов штата Чьяпас в период с 2017 по 2022 год

13-й федеральный избирательный округ Чьяпаса (исп. Distrito electoral federal 13 de Chiapas) — один из 300 избирательных округов, на которые делится терриория Мексики для проведения выборов в федеральную Палату депутатов, и один из 13 таких округов в штате Чьяпас.
От округа в нижнюю палату Конгресса избирается один депутат на трёхлетний законодательный период по принципу «первого прошедшего по списку». Голоса, поданные в округе, также учитываются при расчёте пропорционального представительства («многомандатности») депутатов, избранных от Третьего избирательного региона.
13-й округ был создан Национальным избирательным институтом в процессе 2017 года по изменению границ федеральных избирательных округов. На всеобщих выборах 2018 года 13-й округ впервые исполнял своё предназначение.
Действующим депутатом от этого 13-го округа Чьяпаса, избранным на всеобщих выборах 2024 года, является Хорхе Луис Вильяторо Осорио от Зелёной экологической партии Мексики.

## Территория округа
В соответствии с планом формирования округов на 2023 год, принятым Национальным избирательным институтом, который будет использоваться для выборов 2024, 2027 и 2030 годов, 13-й округ охватывает 208 избирательных участков (исп. secciones electorales) в 14 муниципалитетах в южной части штата Чьяпас, включая участок, пограничный с Гватемалой:
- Аматенанго-де-ла-Фронтера, Бехукаль-де-Окампо, Ла-Грандеса, Уэуэтан, Уистла, Масапа-де-Мадеро, Масатан, Мотосинтла, Эль-Порвенир-де-Веласко-Суарес, Сильтепек, Тапачула, Тусантан, Вилья-Комальтитлан и образованный в 2018 году муниципалитет Ондурас-де-ла-Сьерра[9].

Уэуэтан — главный центр (исп. cabecera distrital), где собираются и суммируются результаты со всех избирательных участков округа. По данным переписи населения 2020 года, население 13-го федерального избирательного округа Чьяпаса составляет 440 818 человек.

## Предыдущие составы округов
|                  | 1974 | 1978 | 1996 | 2005 | 2017 | 2023 |
| ---------------- | ---- | ---- | ---- | ---- | ---- | ---- |
| Чьяпас           | 6    | 9    | 12   | 12   | 13   | 13   |
| Палата депутатов | 196  | 300  | 300  | 300  | 300  | 300  |
| Источники:       |      |      |      |      |      |      |

2017—2022
С 2017 по 2022 год 13-й округ находился в той же южной части штата Чьяпас, но его состав из 13 муниципалитетов выглядел несколько иначе: Аматенанго-де-ла-Фронтера, Бехукаль-де-Окампо, Белья-Виста, Чикомусело, Ла-Грандеса, Уэуэтан, Масапа-де-Мадеро, Масатан, Мотосинтла, Эль-Порвенир-де-Веласко-Суарес, Сильтепек, Тапачула и Тусантан.

## Депутаты, избранные в Конгресс от округа
| Выборы | Депутат                     | Партия | Срок      | Созыв Конгресса |
| ------ | --------------------------- | ------ | --------- | --------------- |
| 2018   | Марикрус Роблеро Гордильо   |        | 2018—2021 | 64-й Конгресс   |
| 2021   | Луис Армандо Мельгар Браво  |        | 2021—2024 | 65-й Конгресс   |
| 2024   | Хорхе Луис Вильяторо Осорио |        | 2024—2027 | 66-й Конгресс   |

## Президентские выборы
| Выборы | Победивший в округе          | Партия или коалиция        | %       |
| ------ | ---------------------------- | -------------------------- | ------- |
| 2018   | Андрес Мануэль Лопес Обрадор | Вместе мы войдём в историю | 56,9172 |
| 2024   | Клаудия Шейнбаум             | Продолжим творить историю  | 68,6351 |